# ローザ・ポンセル

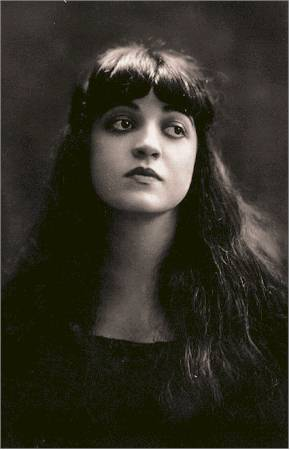
ローザ・ポンセル

ローザ・ポンセル（Rosa Ponselle, 本名：Rosa Melba Ponzillo, 1897年1月22日 - 1981年5月25日 ）は、アメリカ合衆国のソプラノ歌手。1920年代から1930年代にかけてニューヨーク・メトロポリタン歌劇場を中心に活躍し、アメリカの生んだ最も偉大なソプラノの一人とされる。

## 生涯
コネティカット州メリディンにイタリア系芸人の一家に生まれ、主に母親に歌の指導を受ける。少女時代から姉カルメラとコンビを組まされ、アメリカ東海岸各地のヴォードヴィル劇場、無声映画の前座などで歌い、また流行歌やオペラ抜粋のレコード吹込みも行う。
声楽教師にその才能を見出され、メトロポリタン歌劇場（メト）のオーディションを受験する。第一次世界大戦中ということもあってヨーロッパ出身歌手が不足気味だった幸運もあり、1918年11月15日、ヴェルディ『運命の力』レオノーラ役でデビューした。21歳の若さ、初舞台が大劇場メト、初役がドラマティック・ソプラノの難役レオノーラ、そして共演には世紀の大テノール歌手エンリコ・カルーソーと名バリトン歌手ジュゼッペ・デ・ルーカと、全てが異例ずくめだったが、ポンセルのデビューは聴衆・評論家の双方に絶賛され、彼女は一夜にしてスターダムにのし上がった。
ポンセルの「喉から黄金があふれ出てくるような」と形容される深みのある声、特に力強い中低音域はヴェルディの諸役に最適であり、メトでの19シーズンにわたる活躍では『エルナーニ』エルヴィーラ役、『ドン・カルロ』エリザベッタ役、『アイーダ』題名役、『イル・トロヴァトーレ』レオノーラ役、『ルイザ・ミラー』題名役、『ラ・トラヴィアータ』ヴィオレッタ役で右に出るもののないとの評価を得た。その高い表現力を生かして、ジョルダーノ『アンドレア・シェニエ』マッダレーナ役、マスカーニ『カヴァレリア・ルスティカーナ』サントゥッツァ役などでも活躍した。
しかし、彼女の名を後世に残した最大の当り役は、ベッリーニ『ノルマ』題名役であった。メトでは1892年におけるリリー・レーマンの主演以来絶えていた同オペラはポンセルという適任を得て、1927年11月16日、35年ぶりに蘇演され大成功を収めたのである。指揮者は後にマリア・カラスの同役への挑戦を指導したトゥリオ・セラフィンである。なおセラフィンは後年、どの歌手が素晴らしかったかを訊ねられ「私は人生において3つの奇跡を経験した。カルーソー、ルッフォそしてポンセルだ」と述懐している。
1929年にはロンドン・コヴェント・ガーデン王立歌劇場で『ノルマ』を演じ大成功、1933年にはフィレンツェ五月音楽祭にてスポンティーニ『ヴェスタの巫女』ジュリア役を演じるなど、第二次世界大戦前のアメリカ人オペラ歌手には珍しくヨーロッパでの評価も高かった。
もっとも、ポンセルはその全盛期にあっても高音域に不安をかかえていた。本人が引退後のラジオ・インタビューで語ったところによると、新たな役の研究を始める際はまずスコアでハイC音の数、長さをチェックするのが常であったという。実際彼女のライブ録音では、困難な箇所はあらかじめ半音あるいは全音低く移調されていることも多い。また理由は不明であるが、プッチーニのオペラを一切演じなかった点も奇妙であった。
1935年にはメトでビゼー『カルメン』題名役を演じた。これは興行的には大成功だったが評論家からは酷評され、舞台人生初めての汚点となった。加えてこの頃には上述の「高音恐怖症」が更に進行していたこと、チレア『アドリアーナ・ルクヴルール』メト蘇演を自ら提案し、経営陣に拒絶されたこと、1936年に結婚したことなど様々の要因が重なり、1937年、40歳でオペラ舞台から突然引退、以降は1981年の死まで40年以上にわたる悠々自適の余生をボルティモア近郊の大豪邸「ヴィラ・パーチェ」（その名は『運命の力』の有名なアリアに基づく）にて過ごした。

## 出演オペラ
- 『運命の力』レオノーラ[1]
- 『カヴァレリア・ルスティカーナ』サントゥッツァ[2]
- 『オベロン』レーツィア[3]
- 『伝説』カルメリータ[4]
- 『ユダヤの女』ラシェル[5]
- 『アイーダ』アイーダ[6]
- 『ドン・カルロ』エリザベッタ[7]
- 『アンドレア・シェニエ』マッダレーナ[8]
- 『エルナーニ』エルヴィーラ[9]
- 『イスの王様』マルガレード[10]
- 『グリエルモ・テル』マティルデ[11]
- 『アフリカの女』セリカ[12]
- 『イル・トロヴァトーレ』レオノーラ[13]
- 『ラ・ジョコンダ』ジョコンダ[14]
- 『ヴェスタの巫女』ジュリア[15]
- 『三人の王の愛』フィオーラ[16]
- 『ノルマ』ノルマ[17]
- 『ルイザ・ミラー』ルイザ[18]
- 『ドン・ジョヴァンニ』ドンナ・アンナ[19]
- 『椿姫（ラ・トラヴィアータ）』ヴィオレッタ[20]
- 『ゾライマの夜』ゾライマ[21]
- 『カルメン』カルメン[22]